# Lycosella minuta
Lycosella minuta là một loài nhện trong họ Lycosidae.
Loài này thuộc chi Lycosella. Lycosella minuta được Tord Tamerlan Teodor Thorell miêu tả năm 1890.